# 塞爾希伊夫卡 (卡贊卡市鎮)
47°58′29″N 32°44′26″E / 47.97472°N 32.74056°E
塞爾希伊夫卡（烏克蘭語：Сергіївка），是烏克蘭南部尼古拉耶夫州巴什坦卡區卡赞卡市镇内的村落。始建於1810年，面積0.92平方公里，海拔高度138米，2001年人口140，人口密度每平方公里152.2人。